# شبح كانترفيل
«شبح كانترفيل» هي قصة قصيرة شهيرة بقلم أوسكار وايلد، وتم اقتباسها على نطاق واسع في الشاشة والمسرح. كان أول قصة يقوم وايلد بنشرها، وظهرت في مجلة The Court and Society Review في فبراير 1887. وأدرجت لاحقا في مجموعة من القصص القصيرة بعنوان جريمة اللورد آرثر سافيل وقصص أخرى في عام 1891.
تتكلم القصة حول عائلة تنتقل إلى قلعة مسكونة، حيث تسكنها روح رجل نبيل لعنه أبوه بأن يظل داخل القلعة بسبب جبنه لأنه هرب من مبارزة.